# Foca di Sinope
Foca (chiamato Foca l'ortolano, o Foca di Sinope) è stato, secondo la tradizione, un cristiano e vescovo di Sinope che subì il martirio nel III secolo.

## Biografia
S. Foca viene descritto come un uomo di Sinope, gentile e ospitale che lavorava come contadino. Anni dopo decise di farsi sacerdote e poi venne eletto vescovo della sua città. Condannato a morte per la sua fede cristiana, ospitò anche coloro a cui era stato affidato il compito di giustiziarlo, non si sottrasse con la fuga alla condanna e anzi, per evitare ad altri un lavoro faticoso, scavò la fossa in cui doveva essere seppellito e dopo averla riempita di serpenti lo gettarono dentro.

## Culto
San Foca è protettore dei giardinieri, degli ortolani, dei marinai, e di coloro che sono stati morsi da serpenti.
Secondo l'Amari il suo culto nell'Italia meridionale sarebbe legato al prestigio del generale bizantino Niceforo Foca il vecchio che alla fine del IX secolo liberò la Puglia e la Calabria dai Saraceni.
A Francavilla Angitola, una località calabrese di cui è patrono San Foca, si tramanda un poemetto in dialetto dedicato a San Foca (A Raziuoni, l'Orazione), esempio di cantare popolare in ottava rima. Viene celebrato, la prima domenica d'agosto, a Castiglione Marittimo, antico borgo calabrese, ricadente del comune di Falerna. Viene celebrato come protettore dei giardinieri presso la parrocchia di Spinetta, frazione del comune di Cuneo, il 18 e il 19 agosto. San Foca viene celebrato anche nell'omonima località balneare della costa adriatica del Salento, frazione del comune di Melendugno.
San Foca è anche una frazione di San Quirino in provincia di Pordenone.